# آگوستاوستلند آپاچی
آگوستاوستلند آپاچی (به انگلیسی: AgustaWestland Apache)، یک هواگرد ساخت کارخانه آگوستاوستلند و کشورهای ایالات متحده آمریکا و بریتانیا است که در سال ۱۹۹۸–۲۰۰۴ ساخته شد. کشورهای استفاده کننده شامل نیروی هوایی ایالات متحده آمریکا، نیروی هوایی پادشاهی بریتانیا، نیروی هوایی اسرائیل، نیروی هوایی فرانسه و نیروی هوایی سلطنتی عربستان می باشد.